# Anelassorhynchus fisheri
Anelassorhynchus fisheri is een lepelworm uit de familie Thalassematidae.
De wetenschappelijke naam van de soort werd in 1974 gepubliceerd door Datta-Gupta.